# Liste des ministres de l'Environnement
La plupart des États incluent dans leur gouvernement un ministère voué à la sauvegarde de l'environnement et à l'écologie. Parfois ce ministère est explicitement voué à la lutte contre le réchauffement climatique et ses conséquences environnementales, sociales et économiques. Cet article recense les ministres de l’environnement actuels dans tous les gouvernements d'États souverains où un tel ministère existe.

## A-E
| Pays                             | Titre | Ministre actuel                             | Parti politique du ministre    | Autres portefeuilles du ministre                            |
| -------------------------------- | --- | ------------------------------------------- | ------------------------------ | ----------------------------------------------------------- |
| Afghanistan                      | (poste inexistant)                                                                                                   | -                                           | -                              | -                                                           |
| Afrique du Sud                   | Ministre des Affaires environnementales                                                                              | Edna Molewa                                 | ANC (centre-gauche)            | aucun                                                       |
| Albanie                          | Ministre de l'Environnement                                                                                          | Lefter Koka                                 |                                | aucun                                                       |
| Algérie                          | Ministre de l'Environnement                                                                                          | Dalila Boudjemaa                            |                                | Planification nationale                                     |
| Allemagne                        | Ministre de l'Environnement, de la Protection de la nature, du Bâtiment, et de la Sûreté nucléaire                   | Steffi Lemke                                | Grünen (centre-gauche)         | aucun                                                       |
| Andorre                          | Ministre de l'Environnement, l'Agriculture et la Durabilité                                                          | Sílvia Calvó                                | DA (Démocrates pour l'Andorre) | aucun                                                       |
| Angola                           | Ministre de l'Environnement                                                                                          | Maria de Fátima Jardim                      |                                | aucun                                                       |
| Antigua-et-Barbuda               | Ministre de l'Environnement                                                                                          | Molwyn Joseph                               |                                | Santé                                                       |
| Arabie saoudite                  | (poste inexistant)                                                                                                   | -                                           | -                              | -                                                           |
| Argentine                        | Ministre de l'Environnement                                                                                          | Sergio Bergman (depuis le 10 décembre 2015) | -                              | -                                                           |
| Arménie                          | Ministre de la Protection de la nature                                                                               | Aramayis Grigoryan                          |                                | aucun                                                       |
| Australie                        | Ministre de l'Environnement                                                                                          | Gregory Hunt                                | Libéral (centre-droit)         | aucun                                                       |
| Autriche                         | Ministre de l'Environnement et de la Gestion de l'eau                                                                | Leonore Gewessler                           | Die Grünen                     | Climat et Énergie                                           |
| Azerbaïdjan                      | Ministre de l'Écologie                                                                                               | Huseyngulu Bagirov                          |                                | Ressources naturelles                                       |
| Bahamas                          | Ministre de l'Environnement                                                                                          | Kendred Dorsett                             |                                | Logement                                                    |
| Bahreïn                          | (poste inexistant)                                                                                                   | -                                           | -                              | -                                                           |
| Bangladesh                       | Ministre de l'Environnement et des Forêts                                                                            | Anwar Hossain Monju                         |                                | aucun                                                       |
| Barbade                          | Ministre de l'Environnement et du Drainage                                                                           | Denis Lowe                                  | -                              | aucun                                                       |
| Belgique                         | Ministre du Climat, de l'Environnement, du Développement durable et du Green Deal                                    | Zakia Khattabi                              | Ecolo                          | aucun                                                       |
| Belize                           | Ministre du Développement durable                                                                                    | Lisel Alamilla                              |                                | Forêts, Pêcheries, et Peuples autochtones                   |
| Bénin                            | Ministre du Changement climatique, de la Reforestation, et de la Protection des ressources naturelles et forestières | Raphael Edou                                |                                | aucun                                                       |
| Bhoutan                          | (poste inexistant)                                                                                                   | -                                           | -                              | -                                                           |
| Biélorussie                      | Ministre des Ressources naturelles et de la Protection de l'Environnement                                            | Vladimir Tsalko                             |                                | aucun                                                       |
| Birmanie                         | Ministre des Ressources naturelles et de la Préservation de l’environnement                                          | Ohn Win (2016-)                             |                                |                                                             |
| Bolivie                          | Ministre de l'Environnement et de l'Eau                                                                              | José Antonio Zamora                         |                                | aucun                                                       |
| Bosnie-Herzégovine               | (poste inexistant au niveau national)                                                                                | -                                           | -                              | -                                                           |
| Botswana                         | Ministre de l'Environnement, de la Faune sauvage et du Tourisme                                                      | Tshekedi Khama                              |                                | aucun                                                       |
| Brésil                           | Ministre de l'Environnement                                                                                          | Izabella Teixeira                           |                                | aucun                                                       |
| Brunei                           | (poste inexistant)                                                                                                   | -                                           | -                              | -                                                           |
| Bulgarie                         | Ministre de l'Environnement                                                                                          | Neno Dimov (2017-)                          |                                |                                                             |
| Burkina Faso                     | Ministre de l'Environnement                                                                                          | Batio Bassière (2016-)                      |                                |                                                             |
| Burundi                          | Ministre de l'Eau, de l'Environnement, de l'Administration territoriale et de la Planification urbaine               | Jean-Marie Nibirantije                      |                                | aucun                                                       |
| Cambodge                         | Ministre de l'Environnement                                                                                          | Say Samal                                   |                                | aucun                                                       |
| Cameroun                         | Ministre de l'Environnement et de la Protection de la nature                                                         | Pierre Hélé                                 |                                | aucun                                                       |
| Canada                           | Ministre de l'Environnement et du Changement climatique                                                              | Steven Guilbeault                           | Parti libéral du Canada        | aucun                                                       |
| Cap-Vert                         | Ministre de l'Environnement                                                                                          | Sara Maria Duarte Lopes                     |                                | Logement, Administration territoriale                       |
| République centrafricaine        | Ministre de l'Environnement                                                                                          | Arlette Sombo-Dibele (2016-)                |                                |                                                             |
| Chili                            | Ministre de l'Environnement                                                                                          | Pablo Badenier                              |                                | aucun                                                       |
| Chine                            | Ministre de la Protection de l’environnement                                                                         | Zhou Shengxian                              | PCC                            | aucun                                                       |
| Chypre                           | Ministre de l'Environnement                                                                                          | Nikos Kougialis                             |                                | Agriculture et Ressources naturelles                        |
| Colombie                         | Ministre de l'Environnement et du Développement durable                                                              | Gabriel Vallejo                             |                                | aucun                                                       |
| Comores                          | Ministre de l'Environnement                                                                                          | Abdou Nassur Madi                           |                                | Manufacture, Énergie, Industrie, Artisanat                  |
| République du Congo              | Ministre du Tourisme et de l'Environnement                                                                           | Arlette Soudan-Nonault                      |                                | aucun                                                       |
| République démocratique du Congo | Ministre de l'Environnement, Conservation de la nature et Développement durable                                      | Ève Bazaiba                                 | MLC                            | aucun                                                       |
| Corée du Nord                    | Ministre des Terres et de la Protection de l’environnement                                                           | Kim Kyong-jun                               |                                | aucun                                                       |
| Corée du Sud                     | Ministre de l'Environnement                                                                                          | Yoon Seong-kyu                              |                                | aucun                                                       |
| Costa Rica                       | Ministre de l'Environnement                                                                                          | Edgar Guttierez                             |                                | Énergie                                                     |
| Côte d'Ivoire                    | Ministre de l'Environnement, de la Sanitation urbaine et du Développement durable                                    | Rémi Allah Kouadio                          |                                | aucun                                                       |
| Croatie                          | Ministre de l'Environnement et de la protection de la nature                                                         | Slaven Dobrović (2016-)                     |                                |                                                             |
| Cuba                             | Ministre de l'Environnement                                                                                          | Elba Rose Perez                             |                                | Sciences et Technologies                                    |
| Danemark                         | Ministre de l'Environnement                                                                                          | Magnus Heunicke                             | SD                             | aucun                                                       |
| Djibouti                         | Ministre de l'Environnement                                                                                          | Mohamed Moussa Ibrahim Balala               |                                | Habitat et Planification urbaine                            |
| Dominique                        | Ministre de l'Environnement                                                                                          | Kenneth Darroux                             |                                | Ressources naturelles, Planification physique, et Pêcheries |
| Égypte                           | Ministre de l'Environnement                                                                                          | Khaled Fahmy                                |                                | aucun                                                       |
| Émirats arabes unis              | Ministre de l'Environnement et de l'Eau                                                                              | Rashid Ahmad bin Fahd                       |                                | aucun                                                       |
| Équateur                         | Ministre de l'Environnement                                                                                          | Lorena Tapia                                |                                | non                                                         |
| Érythrée                         | Ministre de la Terre, de l'Eau et de l'Environnement                                                                 | Tesfai Ghebreselassie                       |                                | aucun                                                       |
| Espagne                          | Ministre de l'Environnement                                                                                          | Isabel García Tejerina                      | Parti populaire (centre-droit) | Agriculture et Nutrition                                    |
| Estonie                          | Ministre de l'Environnement                                                                                          | Marko Pomerants                             |                                | aucun                                                       |
| Eswatini                         | Ministre des Affaires environnementales                                                                              | Jabulani Mabuza                             | aucun                          | Tourisme                                                    |
| États-Unis                       | Administrateur de l’Agence de protection de l’environnement (rang ministériel)                                       | Lee Zeldin                                  | Républicain (droite)           | aucun                                                       |
| Éthiopie                         | Ministre de la Protection de l’environnement et des Forêts                                                           | Belete Tafese                               |                                | aucun                                                       |

## F-L
| Pays               | Titre | Ministre actuel(le) (entrée en fonction) | Parti politique du ministre  | Autres portefeuilles du ministre         |
| ------------------ | --- | ---------------------------------------- | ---------------------------- | ---------------------------------------- |
| Fidji              | Ministre de l'Environnement                                                                                        | Lorna Eden (12/05/15)                    | Fidji d'abord (centre)       | Autorités locales, Logement              |
| Finlande           | Ministre de l'Environnement                                                                                        | Kimmo Tiilikainen                        |                              | aucun                                    |
| France             | Ministre de la Transition écologique et de la Cohésion des territoires                                             | Christophe Béchu                         | Horizons                     | aucun                                    |
| Gabon              | (poste inexistant)                                                                                                 | -                                        | -                            | -                                        |
| Gambie             | Ministre de l'Environnement, du Changement climatique, des Ressources en eau, des Parcs, et de la Faune sauvage    | Pa Ousman Jarju                          |                              | aucun                                    |
| Géorgie            | Ministre de la Protection de l’environnement et des Ressources naturelles                                          | Elguja Khokrishvili                      |                              | aucun                                    |
| Géorgie            | Ministre du Développement durable                                                                                  | Giorgi Kvirikashvili                     |                              | Économie ; Premier vice-premier ministre |
| Ghana              | Ministre de l'Environnement                                                                                        | Oteng Adjei                              |                              | Sciences, technologies et innovations    |
| Grèce              | Ministre de l'Environnement                                                                                        | Pános Skourlétis                         | SYRIZA (gauche)              | Redressement productif, Énergie          |
| Grenade            | Ministre de l'Environnement                                                                                        | Roland Bhola                             |                              | Agriculture, terres, forêts et pêcheries |
| Guatemala          | Ministre de l'Environnement                                                                                        | Sydney Alexander Samuels Wilson (2016-)  |                              |                                          |
| Guinée             | Ministère de l’Environnement, des Eaux et Forêts                                                                   | Safiatou Diallo                          |                              | développement durable                    |
| Guinée-Bissau      | (poste inexistant)                                                                                                 | -                                        | -                            | -                                        |
| Guinée équatoriale | ? | ?                                        | ?                            | ?                                        |
| Guyana             | Ministre de l'Environnement                                                                                        | Robert Persaud                           |                              | Ressources naturelles                    |
| Haïti              | Ministre de l'Environnement                                                                                        | Moïse JEAN-PIERRE Fils                   |                              | aucun                                    |
| Honduras           | Ministre de l'Environnement                                                                                        | Jose Antonio Galdamez                    |                              | Ressources naturelles                    |
| Hongrie            | (poste inexistant)                                                                                                 | -                                        | -                            | -                                        |
| Inde               | Secrétaire d'État à l'Environnement, aux Forêts et au Changement climatique                                        | Prakash Javadekar                        | BJP (droite)                 | aucun                                    |
| Inde               | Secrétaire d'État aux Énergies nouvelles et renouvelables                                                          | Piyush Goyal                             | BJP                          | Charbon, Énergie                         |
| Indonésie          | Ministre de l'Environnement et des Forêts                                                                          | Siti Nurbaya                             |                              | aucun                                    |
| Irak               | Ministre de l'Environnement                                                                                        | Qutaybah al-Jaburi                       |                              | aucun                                    |
| Iran               | Directrice de l'Organisation de protection de l’environnement (rang ministériel)                                   | Masoumeh Ebtekar                         | Réformiste                   | Vice-présidente de la République         |
| Irlande            | Ministre de l'Environnement                                                                                        | Alan Kelly                               | Travailliste (centre-gauche) | Communauté, Autorités locales            |
| Islande            | Ministre de l'Environnement                                                                                        | Sigrún Magnúsdóttir                      |                              | Ressources naturelles                    |
| Israël             | Ministre de la Protection de l’environnement                                                                       | vacant                                   | -                            | -                                        |
| Italie             | Ministre de l'Environnement et de la Sécurité énergétique                                                          | Gilberto Pichetto Fratin                 | FI                           | aucun                                    |
| Jamaïque           | Ministre de l'Eau, des Terres, de l'Environnement et du Changement climatique                                      | Robert Pickersgill                       | PNP (centre-gauche)          | aucun                                    |
| Japon              | Ministre de l'Environnement                                                                                        | Akihiro Nishimura                        | Libéral-démocrate (droite)   | Prévention des risques nucléaires        |
| Jordanie           | Ministre de l'Environnement                                                                                        | Taher al-Shakhshir                       |                              | aucun                                    |
| Kazakhstan         | (poste inexistant)                                                                                                 | -                                        | -                            | -                                        |
| Kenya              | Ministre de l'Environnement                                                                                        | Judy Wakhungu                            |                              | Eau et Ressources naturelles             |
| Kiribati           | Ministre de l'Environnement                                                                                        | Tiarite Kwong                            | BTK                          | Terres et développement agricole         |
| Kosovo             | Ministre de l'Environnement et de la Planification                                                                 | Ferid Agani                              | PJ (droite)                  | aucun                                    |
| Koweït             | (poste inexistant)                                                                                                 | -                                        | -                            | -                                        |
| Kirghizistan       | (poste inexistant)                                                                                                 | -                                        | -                            | -                                        |
| Laos               | Ministre de l'Environnement                                                                                        | Noulin Sinbandith                        |                              | Ressources naturelles                    |
| Lesotho            | Ministre de l'Environnement                                                                                        | Mamahele Radebe                          |                              | Tourisme, Culture                        |
| Lettonie           | Ministre de la Protection de l’environnement                                                                       | Kaspars Gerhards                         | NA (droite)                  | Développement régional                   |
| Liban              | Ministre de l'Environnement                                                                                        | Tamara Elzein                            |                              | aucun                                    |
| Liberia            | (poste inexistant)                                                                                                 | -                                        | -                            | -                                        |
| Libye              | Ministre de l'Environnement                                                                                        | Ibrahim Al-Arabi Mounir                  |                              | aucun                                    |
| Liechtenstein      | Ministre des Affaires environnementales, de la Planification de l'usage des terres, de l'Agriculture et des Forêts | Renate Müssner                           | VU (centre-droit)            | Santé publique, Affaires sociales        |
| Lituanie           | Ministre de l'Environnement                                                                                        | Kęstutis Trečiokas                       | Ordre et justice (droite)    | aucun                                    |
| Luxembourg         | Ministre de l'Environnement                                                                                        | Carole Dieschbourg                       | Les Verts (écologiste)       | aucun                                    |
| Luxembourg         | Ministre du Développement durable et des Infrastructures                                                           | François Bausch                          | Les Verts                    | aucun                                    |

## M-R
| Pays                        | Titre                                                                             | Ministre actuel(le) (entrée en fonction) | Parti politique du ministre         | Autres portefeuilles du ministre                                                                                                |
| --------------------------- | --------------------------------------------------------------------------------- | ---------------------------------------- | ----------------------------------- | --- |
| Macédoine                   | Ministre de l'Environnement et de la Planification urbaine                        | Nurhan Izairi                            |                                     | aucun |
| Madagascar                  | Ministre de l'Environnement et de l'Écologie forestière                           | Anthelme Ramparany                       |                                     | aucun |
| Malaisie                    | Ministre de l'Environnement                                                       | Govindasamy Palanivel                    | Barisan Nasional (droite)           | Ressources naturelles |
| Malaisie                    | Ministre des technologies vertes                                                  | Maximus Ongkili                          | Barisan Nasional                    | Énergie, Eau |
| Malawi                      | (poste inexistant)                                                                | -                                        | -                                   | - |
| Maldives                    | Ministre de l'Environnement                                                       | Thorig Ibrahim                           |                                     | Énergie |
| Mali                        | Ministre de l'Environnement, de la Sanitation et du Développement durable         | Mohamed Ag Erlaf                         |                                     | aucun |
| Malte                       | Ministre de l'Environnement, du Développement durable et du Changement climatique | Leo Brincat                              | Travailliste (centre-gauche)        | aucun |
| Maroc                       | Ministre de l'Environnement                                                       | Abdelkader Amara                         | PJD (droite)                        | Énergie, Mines, et Eau |
| Îles Marshall               | (poste inexistant)                                                                | -                                        | -                                   | - |
| Maurice                     | Ministre de l'Environnement                                                       | Raj Dayal                                | MSM (centre-gauche)                 | Centre des urgences nationales, Autorité des plages                                                                             |
| Mauritanie                  | Ministre de l'Environnement et du Développement durable                           | Amedi Camara                             |                                     | aucun |
| Mexique                     | Ministre de l'Environnement                                                       | Juan José Guerra                         | Parti vert écologiste               | Ressources naturelles |
| États fédérés de Micronésie | (poste inexistant)                                                                | -                                        | -                                   | - |
| Moldavie                    | Ministre de l'Environnement                                                       | Sergiu Palihovici                        |                                     | Ressources naturelles |
| Monaco                      | (poste inexistant)                                                                | -                                        | -                                   | - |
| Mongolie                    | Ministre de l'Environnement et du Développement vert                              | Dulamsuren Oyunkhorol                    |                                     | Tourisme |
| Monténégro                  | Ministre du Développement durable                                                 | Branimir Gvozdenovic                     |                                     | Tourisme |
| Mozambique                  | Ministre de la Coordination de l'action environnementale                          | Alcinda Antonio de Abreu                 |                                     | aucun |
| Namibie                     | Ministre de l'Environnement                                                       | Uahehua Herunga                          |                                     | Tourisme |
| Nauru                       | Ministre de l'Environnement                                                       | Aaron Cook                               | aucun                               | Industrie, Commerce, RONPhos |
| Nauru                       | Ministre du Changement climatique                                                 | Baron Waqa                               | aucun                               | Président de la République ; Affaires étrangères et Commerce extérieur, Services publics, Police, Prisons et Services d'urgence |
| Nauru                       | Ministre du Développement durable                                                 | David Adeang                             | aucun                               | Finances, Justice, Eigigu Holdings Corporation, Nauru Air Corporation                                                           |
| Népal                       | Ministre de l'Environnement                                                       | Sushil Koirala                           | Congrès népalais (centre-gauche)    | Premier ministre, Défense, Sciences et technologies                                                                             |
| Nicaragua                   | Ministre de l'Environnement                                                       | Juana Argenal                            |                                     | Ressources naturelles |
| Niger                       | Ministre de l'Environnement                                                       | Wassalké Boukari (2016-)                 |                                     | |
| Nigeria                     | Ministre de l'Environnement                                                       | Hadiza Ibrahim Mailafa                   | PDP (centre-droit, droite)          | aucun |
| Norvège                     | Ministre de l'Environnement                                                       | Tine Sundtoft                            | Parti conservateur (centre-droit)   | aucun |
| Nouvelle-Zélande            | Ministre des Enjeux du changement climatique                                      | Tim Groser                               | National (centre-droit)             | Commerce extérieur |
| Oman                        | Ministre de l'Environnement et des Affaires climatiques                           | Muhammad bin Salim bin Said al-Tubi      |                                     | aucun |
| Ouganda                     | Ministre de l'Environnement et de l'Eau                                           | Ephraim Kamuntu                          |                                     | aucun |
| Ouganda                     | Secrétaire d'État à l'Environnement                                               | Flavia Munaaba                           |                                     | aucun |
| Ouzbékistan                 | (poste inexistant)                                                                | -                                        | -                                   | - |
| Pakistan                    | (poste inexistant)                                                                | -                                        | -                                   | - |
| Palaos                      | Ministre de l'Environnement                                                       | Flemming Umiich Segebau                  | aucun                               | Ressources naturelles, Tourisme                                                                                                 |
| Panama                      | (poste inexistant)                                                                | -                                        | -                                   | - |
| Papouasie-Nouvelle-Guinée   | Ministre de l'Environnement et de la Protection de la nature                      | John Pundari                             | CNP                                 | aucun |
| Papouasie-Nouvelle-Guinée   | Ministre des Forêts et du Changement climatique                                   | Douglas Tomuriesa                        | CNP                                 | aucun |
| Paraguay                    | (poste inexistant)                                                                | -                                        | -                                   | - |
| Pays-Bas                    | Ministre de l'Environnement                                                       | Melanie Schultz van Haegen               | VVD (centre-droit)                  | Infrastructures |
| Pérou                       | Ministre de l'Environnement                                                       | Manuel Pulgar Vidal                      |                                     | aucun |
| Philippines                 | Ministre de l'Environnement                                                       | Ramon Paje                               |                                     | Ressources naturelles |
| Pologne                     | Ministre de l'Environnement                                                       | Jan Szyszko                              | ...                                 | ... |
| Portugal                    | Ministre de l'Environnement                                                       | José Pedro Matos Fernandes               | ...                                 | ... |
| Qatar                       | Ministre de l'Environnement                                                       | Ahmad Amir Muhammad al-Humaidi           | aucun                               | aucun |
| Roumanie                    | Ministre de l'Environnement et du Changement climatique                           | Grațiela Gavrilescu                      | Alliance des libéraux et démocrates | aucun |
| Royaume-Uni                 | Secrétaire d'État à l'Environnement, à l'Alimentation et aux Affaires rurales     | Steve Reed                               | Travailliste (centre-gauche)        | aucun |
| Russie                      | Ministre de l'Écologie                                                            | Sergueï Donskoï                          | Russie unie (centre-droit)          | Ressources naturelles |
| Rwanda                      | (poste inexistant)                                                                | -                                        | -                                   | - |

## S-Z
| Pays                            | Titre | Ministre actuel(le) (entrée en fonction)     | Parti politique du ministre                            | Autres portefeuilles du ministre                               |
| ------------------------------- | --- | -------------------------------------------- | ------------------------------------------------------ | -------------------------------------------------------------- |
| Saint-Christophe-et-Niévès      | Ministre du Développement durable | en attente formation du nouveau gouvernement |                                                        |                                                                |
| Saint-Marin                     | Ministre de l'Environnement | Giancarlo Venturini                          |                                                        | Territoire, Agriculture                                        |
| Saint-Vincent-et-les-Grenadines | Ministre de l'Environnement | Clayton Burgin                               |                                                        | Santé et bien-être                                             |
| Sainte-Lucie                    | Ministre du Développement durable | James Fletcher                               |                                                        | Service public, Énergie, Sciences et technologies              |
| Îles Salomon                    | Ministre de l'Environnement, du Changement climatique, de la Gestion des désastres naturels, de la Protection de la nature, et de la Météorologie | Samuel Manetoali                             | aucun                                                  | aucun                                                          |
| Samoa                           | Ministre de l'Environnement | Faale Tumaali'i Faamoetauloa                 | PPDH (centre-droit)                                    | Ressources naturelles                                          |
| Sao Tomé-et-Principe            | Ministre de l'Environnement | Osvaldo Abreu                                |                                                        | Travaux publics, Infrastructures, Ressources naturelles        |
| Sénégal                         | Ministre de l'Environnement et du Développement durable                                                                                           | Mor Ngom                                     |                                                        | aucun                                                          |
| Serbie                          | Ministre de la Protection de l’environnement | Snežana Bogosavljević Bošković               | SPS (centre-gauche)                                    | Agriculture                                                    |
| Seychelles                      | Ministre de l'Environnement et de l'Énergie | Rolph Payet                                  |                                                        | aucun                                                          |
| Sierra Leone                    | Ministre de l'Environnement | Musa Tarawally                               |                                                        | Terres et aménagement du Territoire                            |
| Singapour                       | Ministre de l'Environnement | Vivian Balakrishnan                          | PAP (centre-droit)                                     | Ressources en eau                                              |
| Slovaquie                       | Ministre de l'Environnement | László Solymos (2016-)                       |                                                        |                                                                |
| Slovénie                        | Ministre de l'Environnement et de la Planification territoriale                                                                                   | Irena Majcen                                 | PDRS (centre)                                          | aucun                                                          |
| Somalie                         | (poste inexistant) | -                                            | -                                                      | -                                                              |
| Soudan                          | Ministre de l'Environnement, des Forêts et du Développement urbain                                                                                | Hassan Abdel Qader Hilal                     |                                                        | aucun                                                          |
| Soudan du Sud                   | Ministre de l'Environnement | Abdallah Deng Nhial                          |                                                        | aucun                                                          |
| Sri Lanka                       | (poste inexistant) | -                                            | -                                                      | -                                                              |
| Suède                           | Ministre du Climat et de l'Environnement | Åsa Romson                                   | Les Verts (écologiste)                                 | Vice-premier ministre                                          |
| Suisse                          | Cheffe du Département fédéral de l’environnement                                                                                                  | Doris Leuthard                               | PDC (centre-droit)                                     | Transports, Énergie et Communication                           |
| Suriname                        | Ministre de la Planification territoriale, de la Gestion des terres et des forêts, et de l'Environnement                                          | Ginmardo Kromosoeto                          |                                                        | aucun                                                          |
| Syrie                           | Ministre de l'Administration locale et de l'Environnement                                                                                         | Mohammed Muslim                              |                                                        | aucun                                                          |
| Tadjikistan                     | (poste inexistant) | -                                            | -                                                      | -                                                              |
| Taïwan (République de Chine)    | Ministre de l'Administration de la protection environnementale                                                                                    | Wei Kuo-yen                                  |                                                        | aucun                                                          |
| Tanzanie                        | Secrétaire d'État à l'Environnement | Binilith Mahenge                             |                                                        | aucun                                                          |
| Tchad                           | Ministre de l'Environnement de l'Eau et de la pêche                                                                                               | Siddick Abdelkarim Haggar                    |                                                        |                                                                |
| Thaïlande                       | Ministre de l'Environnement | Général Daopong Rattanasuwan                 |                                                        | Ressources naturelles                                          |
| Timor oriental                  | Ministre de l'Environnement | Antonio da Conceicao                         |                                                        | Commerce, Industries                                           |
| Togo                            | Ministre de l'Environnement | André Johnson                                | UFC                                                    | Ressources forestières                                         |
| Tonga                           | Ministre de l'Environnement | Siaosi Sovaleni                              | aucun                                                  | Vice-premier ministre ; Énergie, Information et communications |
| Trinité-et-Tobago               | Ministre de l'Environnement | Ganga Singh                                  |                                                        | Ressources en eau                                              |
| Tunisie                         | Ministre de l'Environnement | Habib Abid                                   | aucun                                                  | aucun                                                          |
| Turkménistan                    | Ministre de la Protection de l’environnement | Babageldi Annabayramov                       |                                                        | aucun                                                          |
| Turquie                         | Ministre de l'Environnement et de l'Urbanisation                                                                                                  | İdris Güllüce                                | Parti de la justice et du développement (centre-droit) | aucun                                                          |
| Tuvalu                          | Ministre de l'Environnement | Apisai Ielemia                               | aucun                                                  | Affaires étrangères, Commerce extérieur, Travail, Tourisme     |
| Ukraine                         | Ministre de l'Écologie | Ostap Semerak                                | Front populaire                                        | Ressources naturelles                                          |
| Uruguay                         | Ministre de l'Utilisation des terres et de l'Environnement                                                                                        | Francisco Beltrame                           | Front large (gauche)                                   | Logement                                                       |
| Vanuatu                         | Ministre du Changement climatique | Thomas Laken (11/06/15)                      | Confédération Les Verts Vanouatou (écologiste)         | aucun                                                          |
| Vatican                         | (poste inexistant) | -                                            | -                                                      | -                                                              |
| Venezuela                       | Ministre du Logement, de l'Habitat et de l'Écosocialisme                                                                                          | Ricardo Antonio Molina Peñaloza              | PSUV (gauche)                                          | aucun                                                          |
| Viêt Nam                        | Ministre de l'Environnement | Trần Hồng Hà (2016 ?-                        |                                                        |                                                                |
| Yémen                           | Ministre de l'Environnement | Vacant                                       | -                                                      | Eau                                                            |
| Zambie                          | Ministre de la Protection de l’environnement | Christabel Ngimbu                            | Front patriotique (gauche)                             | Terres et Ressources naturelles                                |
| Zimbabwe                        | Ministre de l'Environnement | Saviour Kasukuwere                           | ZANU-PF (gauche)                                       | Ressources en eau                                              |